# Xã Munster, Quận Eddy, Bắc Dakota
Xã Munster (tiếng Anh: Munster Township) là một xã thuộc quận Eddy, tiểu bang Bắc Dakota, Hoa Kỳ. Năm 2010, dân số của xã này là 56 người.